# Варшавский, Илья Иосифович
Илья́ Ио́сифович Варша́вский (5 [18] марта 1909, Киев, Российская империя — 4 июля 1974, Ленинград, СССР) — советский писатель-фантаст. 

## Биография
Согласно записи о рождении в Книге о родившихся евреях в канцелярии киевского городского раввина, Илья Варшавский родился 5 марта (по старому стилю) 1909 года. В краткой литературной энциклопедии датой рождения указывается 11 февраля 1909 года. 
В молодости хотел стать актёром и пытался поступить в студию ФЭКС («Фабрика эксцентрического актера»). Провалившись на экзамене, поступил в мореходное училище в Ленинграде, которое окончил со званием «механик торгового флота». Несколько лет служил во флоте. В 1929 году в соавторстве с журналистом Николаем Слепнёвым и старшим братом Дмитрием написал книгу очерков «Вокруг света без билета» (под общим псевдонимом Николай Альдим). До начала войны работал инженером на заводе «Русский дизель». Перед чем заведовал лабораторией в НИИВК'е.
В армию не был призван из-за травмы, полученной в детстве. Когда его с заводом отправили в эвакуацию, баржа утонула на Ладожском озере, большинство пассажиров погибли, а спасшегося Варшавского приняли за немецкого шпиона и едва не расстреляли. Осенью 1941 года был эвакуирован на Алтай, где оставался до 1949 года. Вернувшись в Ленинград, снова поступил на «Русский дизель», где проработал ещё двадцать лет. В последние годы своей работы там, руководил молодёжным конструкторским бюро.
По собственным словам, терпеть не мог фантастику, и фантастические рассказы начал писать после спора с сыном. В 1962 году опубликовал первый фантастический рассказ «Роби», после чего началась карьера фантаста. Он был первым руководителем Ленинградского семинара молодых писателей фантастов (в 1972 году его сменил Борис Стругацкий). Вёл на Ленинградском телевидении научно-популярную передачу «Молекулярное кафе». В 1964 году был принят в Союз писателей СССР.
Варшавский отличался добродушием и остроумием. Именно он придумал фамилию Фарфуркис, которую позже использовали братья Стругацкие в «Сказке о Тройке».
Вот как описывали его критики Евгений Брандис и Владимир Дмитревский:

Он оказался человеком средних лет, сухощавым, с энергичным профилем, небольшой бородкой, как у майн-ридовских героев. «Отставной моряк торгового флота», — решили мы, не сговариваясь.

Болел раком.

### Семья
- Отец — Иосиф-Зелик Вигдорович (Иосиф Викторович) Варшавский[11], уроженец Ново-Украинки, выпускник Цюрихского политехнического института, инженер-технолог, специалист по тепловым двигателям.
- Мать — Клара Эльевна (Ильинична) Варшавская (урождённая Гинзбург, 1892—1960), член секции переводчиков СП СССР, тётя Риты Райт-Ковалёвой.
- Жена (с декабря 1929) — Луэлла Александровна Варшавская (урождённая Краснощёкова, 1910—2002), дочь А. М. Краснощёкова, приёмная дочь Лили Брик.
- Сын — Виктор Ильич Варшавский, инженер, ученый, кибернетик.

## Творчество
Первый фантастический рассказ Варшавского «Роби» был опубликован в 1962 году в журнале «Наука и жизнь». Первая книга «Молекулярное кафе» появилась в 1964 году. При жизни Варшавского вышло всего пять сборников рассказов. Его творчество отличалось разнообразием: пародии и стилизации («Секреты жанра», «Новое о Шерлоке Холмсе», «Фантастика вторгается в детектив, или Последнее дело комиссара Дебрэ»), социальные памфлеты (цикл о Дономаге: «Фиалка», «Тревожных симптомов нет»), проблемные психологические новеллы («Решайся, пилот!», «В атолле», «Сюжет для романа», «Повесть без героя»).
Варшавского сразу оценили критики и коллеги-фантасты. Евгений Брандис и Владимир Дмитревский писали, что «рассказы поразили остротой сюжетов, изобретательностью, остроумием и, главное, несомненным литературным мастерством». В. Гопман отмечал: «Точный, изящный юмор ситуаций и характеристик, когда мягкий, когда переходящий в сарказм или убийственную иронию, пронизывает всю прозу Варшавского». Сергей Снегов сравнивал сюжеты Варшавского с сюжетами О. Генри. Борис Стругацкий вспоминал:

В начале 60-х в Ленинград приехал Станислав Лем. Ему дали прочитать папку тогда ещё не опубликованных рассказов Ильи Иосифовича. На другой день он сказал: «Никогда не думал, что в одной папке может уместиться вся западная фантастика». Это было тем более приятно слышать, что пан Станислав уже славился не только как замечательный фантаст, но и как выдающийся знаток англоязычной фантастики.

Современные авторы называют цикл о Дономаге предшественником киберпанка.

### Сборники фантастических рассказов
- 1964 — Молекулярное кафе
- 1965 — Человек, который видел антимир
- 1966 — Солнце заходит в Дономаге
- 1970 — Лавка сновидений
- 1972 — Тревожных симптомов нет
- 1990 — Сюжет для романа
- 1992 — Контактов не будет (серия МП)